# 崔惠欣
崔惠欣（1951年7月—），河北安国人，中华人民共和国政治人物、外交官。

## 生平
1975年，崔惠欣毕业于北京外国语学院英语系，曾任驻温哥华总领事馆副总领事。2004年10月，出任中华人民共和国驻瑙鲁大使。2005年5月，因两国断交而离任。2006年9月，出任中华人民共和国驻哥德堡总领事。2012年1月，自驻哥德堡总领事离任。